# Vojtěch Šafařík
Vojtěch Šafařík, född 26 oktober 1831 i Novi Sad, död 2 juli 1902 i Prag, var en tjeckisk kemist. Han var son till Pavel Josef Šafařík.
Šafařík var den förste läraren i kemi vid Prags tekniska högskola. Han genomförde kemiska undersökningar av Königinhofhandskriften, varigenom det slutligen kunde fastställas att denna är en förfalskning.

## Eftermäle
Nedslagskratern Šafařík på månen och asteroiden 8336 Šafařík är uppkallade efter Vojtěch Šafařík.